# Denton, Greater Manchester
Denton este un oraș în comitatul Greater Manchester, regiunea North West, Anglia. Orașul se află în districtul metropolitan Tameside.